# 維托克區
維托克區（西班牙語：Distrito de Vitoc）是秘魯的一個區，位於該國中部胡寧大區的錢查馬約省，始建於1871年1月27日，面積313.85平方公里，海拔高度1,050米，2005年人口2,301，人口密度每平方公里7.3人。